# نوولی
نوولی (به ایتالیایی: Novoli) یک کومونه در ایتالیا است که در استان لچه واقع شده‌است. نوولی ۱۷ کیلومتر مربع مساحت و ۸٬۲۵۴ نفر جمعیت دارد.